# Johann Konrad von Gemmingen
Johann Conrad von Gemmingen (23 octobre 1561 - 7 novembre 1612) est un ecclésiastique et humaniste allemand, prince-évêque d'Eichstätt.

## Biographie
Né à Tiefenbronn et issu d'une famille noble d'Augsbourg, il est le neveu du prince-évêque d'Augsbourg Jean-Othon de Gemmingen. 
Après avoir étudié la théologie à l'université de Fribourg-en-Brisgau, à Dillingen (1583), à Pont-à-Mousson (1584), à Paris (1587), à Sienne (1588), à Pérouse (1588/89) puis à Bologne (1589), il est ordonné prêtre en 1592 et devient, dès l'année suivante, évêque-coadjuteur d'Eichstätt et évêque titulaire d'Hiérapolis-en-Isaurie (de). Il succède à son prédécesseur Kaspar von Seckendorff en 1595.
Passionné de botanique, il fait transformer le château Saint-Willibald (de) en une splendide construction Renaissance et y fait aménager l’ « Hortus Eystettensis », le jardin d’Eichstätt, composé de huit jardins à différents niveaux. Il confie la charge de ce jardin à Basilius Besler, ainsi que la tâche d’en cataloguer les espèces et variétés qui le composent. Au bout de seize ans de labeur, il publie l’Hortus Eystettensis en 1613, agrémenté de 367 gravures dont la plupart ont été exécutées par Wolfgang Kilian.